# Nauernasche Vaart
De Nauernasche Vaart werd in de 17e eeuw gegraven als onderdeel van de drooglegging van de Schermer.

## Geschiedenis
De vaart was een essentieel onderdeel van de waterwerken toen het Schermermeer tussen 1633 en 1635 werd drooggemaakt. Met het verdwijnen van het meer verloor de Schermerboezem 6349 hectare aan waterbergend vermogen. De boezembeheerder, het Hoogheemraadschap van de Uitwaterende Sluizen in Kennemerland en West-Friesland, wilde alleen maar instemmen met het inpolderen van het meer als er een twee nieuwe afwateringen werden aangelegd. Een richting het noorden naar de Zuiderzee en een naar het zuiden naar het IJ.
Voor de laatste afwatering werd een verbinding gemaakt tussen het Zaanse deel van de Starnmeer (de noordkant van dit meer stond in directe verbinding met de Schermer, dus dat was geen probleem) en het IJ bij Nauerna. De al bestaande Zaan, die vlak naast de Nauernasche Vaart begon in het zuiddeel van de Starnmeer en vandaar ook doorliep naar het IJ was niet te gebruiken omdat er bij Zaandam een sluis lag.
Om kosten te besparen, werd de waterloop Twisch die tussen Assendelft en Westzaan lag, naar het noorden verder uitgegraven en verbreed tot een vaart. Deze vaart voerde het overtollige water vanuit de ringvaart van de Schermer af naar Nauerna bij het IJ.
Toen er begonnen werd met het droogmalen van de Starnmeer is mede om de goede verbinding te houden met de Nauernasche Vaart een vaart gegraven door de Wouderpolder (tegenwoordig dus in tweeën gesplitst: de Westwouderpolder en de Oostwouderpolder) en door de polder het Woud (ook in tweeēn, dit zijn nu polder Het Woud en de Markerpolder geworden). Deze vaart was ook onderdeel van de ringvaart van de Starnmeer. Het zuidelijke deel van de vaart grenst in het westen aan de Veenpolder en in oosten aan de polder Westzaan.
Aan het einde van de vaart werd een grote sluis in de dijk langs het IJ gemaakt. De spuisluis diende om het overtollige water te kunnen spuien, maar het was ook een schutsluis voor het scheepvaartverkeer. De naam is Nauernasche of Schermersluis.

## Industrie
Zaandam was in die tijd en daarna een industriestad met vele bedrijven. Langs de hele Zaan stonden (en staan nog) vele bedrijven. Dit waren toen nog voornamelijk molens. De Nauernasche Vaart werd al snel ontdekt door zijn vergelijkbare route naar het IJ. Hierdoor kwamen ook hier al snel bedrijven. Na verloop van tijd stonden er aan de oevers, vooral bij Krommenie, vele molens.
Halverwege de 19e eeuw deed stoom zijn intrede en nog iets later kwam ook elektriciteit. Dit zorgde ervoor dat bedrijven nog meer konden produceren. De molens verdwenen en er kwamen loodsen voor in de plaats. Eerst van hout en daarna van steen. In Wormer staat nog een aantal van deze, onlangs gerenoveerde, panden. Aan de Nauernasche Vaart zijn ze bijna allemaal verdwenen. Er staan alleen nog grote, moderne panden zoals die van Eurocol en Forbo. Alleen in Krommenie staat nog een redelijk authentiek pand van Zaanlandia Blik, welke het pand ook altijd in eigendom hebben gehad, maar dit verkeert in slechte staat.